# ビエナ (アラバマ州)
ビエナ (Vienna) は、アメリカ合衆国のアラバマ州ピケンズ郡で、ミシシッピ川からおよそ6マイル（約10km）ほど離れた場所にある非法人地域。郡の南西部の境界となっているトムビッグビー川の東岸に沿って広がっており、1830年代から南北戦争の頃までは河川港として繁栄していた。南北戦争後に、ピケンズ郡を貫通する鉄道が建設されると、ビエナはたちまち重要性を失った。1917年には、郵便局も閉鎖され、それによってビエナは公式に町/タウン (town) の地位を失った

## 人口
ビエナは、1900年と1910年のアメリカ合衆国国勢調査においては、法人化されたコミュニティとして登録されていたが、1920年より前に非法人化され、以降の国勢調査にはその名は現れていない。

## 地理
ビエナは、北緯33度1分7秒 西経88度11分31秒 / 北緯33.01861度 西経88.19194度 に位置し、標高は 141フィート (43 m)ある。